# Shechen
Shechen is een van de zes belangrijkste Tibetaanse kloosters van de nyingmatraditie in het Tibetaans boeddhisme. De andere vijf zijn Dorje Drag, Dzogchen, Kathog, Mindroling en Palyul.
Het klooster Shechen werd opgericht in de provincie Kham in 1695 door Rabjam Tenpai Gyaltsen, een student van de vijfde grote dalai lama Ngawang Lobsang Gyatso. Het klooster ligt tegenwoordig in de Chinese Autonome Tibetaanse Prefectuur Garzê in de provincie Sichuan. Rabjam Tenpai Gyaltsen werd speciaal voor dit doel door de vijfde dalai lama naar Oost-Tibet gezonden.
Volgens Padmasambhava bouwde hij het klooster op een speciaal geprofeteerde plaats. Het klooster was het uitgangspunt voor de stichting van 160 andere kloosters in deze traditie en werd vanwege zijn betekenis al snel tot een van de grote vestigingen van nyingma gerekend.
Het hoofdklooster en 110 kleinere vestigingen werden in de jaren '50 door de Chinese autoriteiten verwoest. Shechen zelf werd nadien weer opnieuw opgebouwd. In India werd in Bodhgaya een ballingklooster opgericht; Bodhgaya is de plaats waar Boeddha verlichting vond. Ook in Kathmandu in Nepal staat er een ballingklooster.